# Eduard Haschek

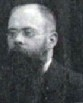
Eduard Haschek 1908

Eduard Haschek (* 11. März 1875 in Wien, Österreich-Ungarn; † 16. Jänner 1947 in Klosterneuburg) war ein österreichischer Physiker.

## Leben und Werk

Eduard Haschek mit seinen beiden Schwestern Maria (verheiratete Murmann) und Viktoria Haschek.

Eduard Haschek studierte Physik, Mathematik und Chemie an der Universität Wien und promovierte 1895 mit einer Arbeit Über die galvanische Polarisation in alkoholischen Lösungen. Ab 1901 war er Assistent bei Franz Serafin Exner und habilitierte sich 1903 im Bereich Experimentalphysik. Ab 1912 war er außerordentlicher, seit 1929 ordentlicher Professor. Haschek führte mit Exner eine lange bemerkenswerte Serie von Untersuchungen zur UV-Spektroskopie durch und leistete bedeutende Beiträge zur Farbenlehre. Zusammen mit Franz Serafin Exner führte er die erste medizinisch indizierte Röntgenaufnahme eines Patienten mit einem Trauma der Mittelphalanx des 5. Fingers durch und war auch an der ersten experimentellen Röntgenangiographie zusammen mit dem Anatomen Julius Tandler und Otto Lindenthal (1872–1947) beteiligt. Unmittelbar nach dem Anschluss Österreichs erhielt Haschek am 22. April 1938 Berufsverbot und Hausverbot an der Universität. Haschek „erwarb sich durch seine Mitarbeit am Neubau und an der Einrichtung des Physikal[ischen] Inst[ituts] der Univ[ersität] Wien große Verdienste. Es ist ihm zu danken, daß Inst[itut] und Einrichtung über die Kriegswirren von 1945 erhalten blieben.“

## Familiäres
Eduard Haschek war der jüngere Bruder des Physikers Anton Haschek (1867–1892), der nur 25-jährig überraschend in Gaiwitz starb. „Er hatte zwischen 1885 und 1892 in Wien studiert und zahlreiche Artikel in der „Photographischen Correspondenz“ und der „Photographischen Rundschau“ veröffentlicht. In Franz Serafin Exners „Rep[ertorium der] Phys[ik]“ publizierte er eine Arbeit über „Brechungsexponenten trüber Medien“. Außerdem existiert von ihm eine 1891 in Halle erschienene Monografie „Photographische Optik“.“

## Ehrungen
- Lieben-Preis 1934

## Schriften
Eduard Haschek und Max Haitinger: Farbmessungen, Theoretische Grundlagen und Anwendungen. Haim und Co., Wien 1936